# عالم پاشا یورت
عالم پاشا یورت (به لاتین: Alimpashayurt) یک منطقهٔ مسکونی در روسیه است که در شهرستان بابایورتوفسکی واقع شده‌است.